# Остаци зграде митрополије на Калемегдану
Остаци зграде митрополије у Београду се налазе у склопу Београдске тврђаве у стени испод Доњег града. Митрополитски двор је саграђен на темељима ранијег здања, на месту цркве из 11. века посвећеној Успењу Пресвете Богородице, заштитнице града Београда.

## Историја
Остаци митроплитског двора су откривени приликом ископавања на Доњем граду Београдске тврђаве 1977 године. Када су Турци у августу 1521. окупирали Београд, тадашњу Саборну митрополијску цркву Успења Пресвете Богородице, поред данашњих остатака митрополитског двора, су претворили у џамију, која се звала Сулејманова џамија, као и Царева џамија. Бивши храм и каснија џамија је уништена почетком 18. вијека у вријеме аустријско-турских ратова. Изглед митрополитског двора данас није познат. Тај простор са остацима зграда је био затрпан земљом, која је ту довежена приликом аустријског грађења Београдске тврђаве, почетком 18. вијека.
Приликом изградње бастиона тврђаве од стране Аустријанаца (1734. година) срушене су двије старе резиденције београдских митрополита, а од 1725. гради се нова. Била је у близини Саборне цркве и двора књаза Милоша (данас конак кнегиње Љубице), а изглед је био сличан двору - конаку.
Археолошким истраживањима откривен је дио мраморног надвратника митрополитске цркве Успења Богородице са ктиторским натписом деспота Стефана Лазаревића. Археолози су натпис датирали око 1410. године. Текст натписа исклесан је српском екавицом, ћирилицом, украсним словима својственим за писање на хартији. Натпис говори о доградњама и обновама цркве које је предузео деспот Стефан, који је као посљедњи српски средњовјековни владар столовао у Београду.
Сем натписа није пронађен никакав други остатак цркве која је уништена почетком треће деценије 18. вијека. У непосредној близини цркве налазила се пространа средњовјековна грађевина – палата, за коју је археолошким истраживањима вршеним од 1985. године утврђено да потиче из деспотовог времена. Ова палата је припадала комплексу Митрополитског двора и уништена је у пожару приликом турског запосједања града 1521. године. Највеће разарање храма десило се 1717. године када је експлодирало турско складиште барута у Доњем граду, када је храм услед експлозије срушен до темеља.
Према налазима закључује се да су прозори и врата били исклесани у готичком стилу, а посебну вредност имао је главни портал који је у целини очуван. За доградњу цркве и изградњу храма коришћени су најбољи материјали који су довожени из иностранства, а на изградњи су радили најбољи и највештији мајстори. Сачувана основа Митрополитског двора се простире на површини од 60 метара, са 30 метара. Проласком кроз сачуване темеље уочава се распоред просторија у двору, а постоје и јасне назнаке остатка подрума и првог нивоа до таванице. У том нивоу су се налазио и улазни хол и велика сала.
Од најзначајнијег храма средњовјековног Београда више нема очуваних трагова. Не зна се поуздано вријеме настанка ове цркве. Остало је забиљежено да је овај храм 1315. године походила српска краљица Симонида, млада жена краља Милутина, да би се поклонила чудотворној икони Пресвете Богородице, највећој градској светињи. У вријеме краља Драгутина цркву помиње и Данило Други, описујући је као велику саборну митрополитску цркву. Вјероватно је била тробродна базилика, са великом куполом и засведеним тремом. Назнаке могућег изгледа двора се налазе на отоманским гравурама из периода освајања Београда 1521. године.
Почетком 15. вијека Београд је био порушен и напуштен гранични град који је деспот Стефан, угарски вазал, добио на управљање од угарског краља Жигмунда, па тако 1403. године Београд постаје саставни део Србије. Изабравши Београд за свој престони град, деспот Стефан Лазаревић је почео обнову града, а је цркву затекао у оронулом стању.
Деспот Београд у повељи о оснивању града исти описује: Нађох најкрасније место од давнина, превелики град Београд који је по случају разрушен и запустео, саздах њега и посветих Пресветој Богородици.
Његовим трудом црква је обновљена и дограђена, а црквено седиште српске аутохтоне цркве је пресељено у Београд. Податак о овом ктиторском дјелу имамо захваљујући подацима Константина Философа, животописца деспота Стефана Лазаревића. Он нам даје податке о иконама и другим светињама које су красиле унутрашњост цркве, међу којима су, поред чудотворне иконе Богородице, налазиле и мошти Свете Петке и Свете царице Теофане, које су овдје доспјеле послије турског освајања Бугарске. У цркви су се налазиле и иконе дванаест апостола, по шест са сваке стране, као и реликвијар са руком Светог цара Константина, који се сада налази у ризници московског Кремља. Податак о тој обнови био је записан на дијелу портала, који је откривен у гомили обрушеног камена.